# Apódosis
El consecuente o  apódosis, en algunos contextos, es la segunda mitad de una proposición hipotética. Completa el sentido de lo expuesto que se planteó inicialmente en la prótasis.
Por ejemplo, el Código de Hammurabi y los cientos de tratados médicos conservados se construyen en realidad como una sucesión de proposiciones condicionales introducidas por la condición y formadas por una prótasis y una apódosis.
En lógica, dado el enunciado condicional si p entonces q: el enunciado componente  que sigue al «entonces» es el consecuente o el implicado o apódosis. En el enunciado compuesto «Si tiene diez mil dólares, entonces podrás viajar a Europa», la apódosis es «podrás viajar a Europa».
Ejemplos:
- Si {\displaystyle P}, entonces {\displaystyle Q}.

Q es el consecuente de esta proposición hipotética.
- Si {\displaystyle X} es un mamífero, entonces {\displaystyle X} es un animal.

Aquí, «{\displaystyle X} es un animal» es el consecuente.
- Si las computadoras pueden pensar, entonces están vivas.

«Están vivas» es el consecuente.
El consecuente en una proposición hipotética no es necesariamente un predicado del antecedente. Si los monos son morados, entonces los peces hablan Klingon.
«Los peces hablan Klingon» es el consecuente aquí, pero intuitivamente no es una prédica categórica de (ni tiene nada que ver con) la afirmación hecha en el antecedente de que «los monos son morados».